# Sead Kolašinac
Sead Kolašinac (Alemania, 20 de junio de 1993) es un futbolista bosnio que juega de defensa y su equipo es el Atalanta B. C. de la Serie A de Italia.

## Trayectoria
Nacido en Karlsruhe, Alemania, hijo de padres bosníacos, Kolašinac comenzó su carrera en el club de su ciudad, el Karlsruher SC. Después de 8 años jugando en el Karlsruher, se unió al TSG 1899 Hoffenheim, donde jugó durante una temporada, después fue comprado por el VfB Stuttgart. Su estadía en el Stuttgart fue corta, y una temporada después se unió al Schalke 04. También en su tiempo libre aprendió karate

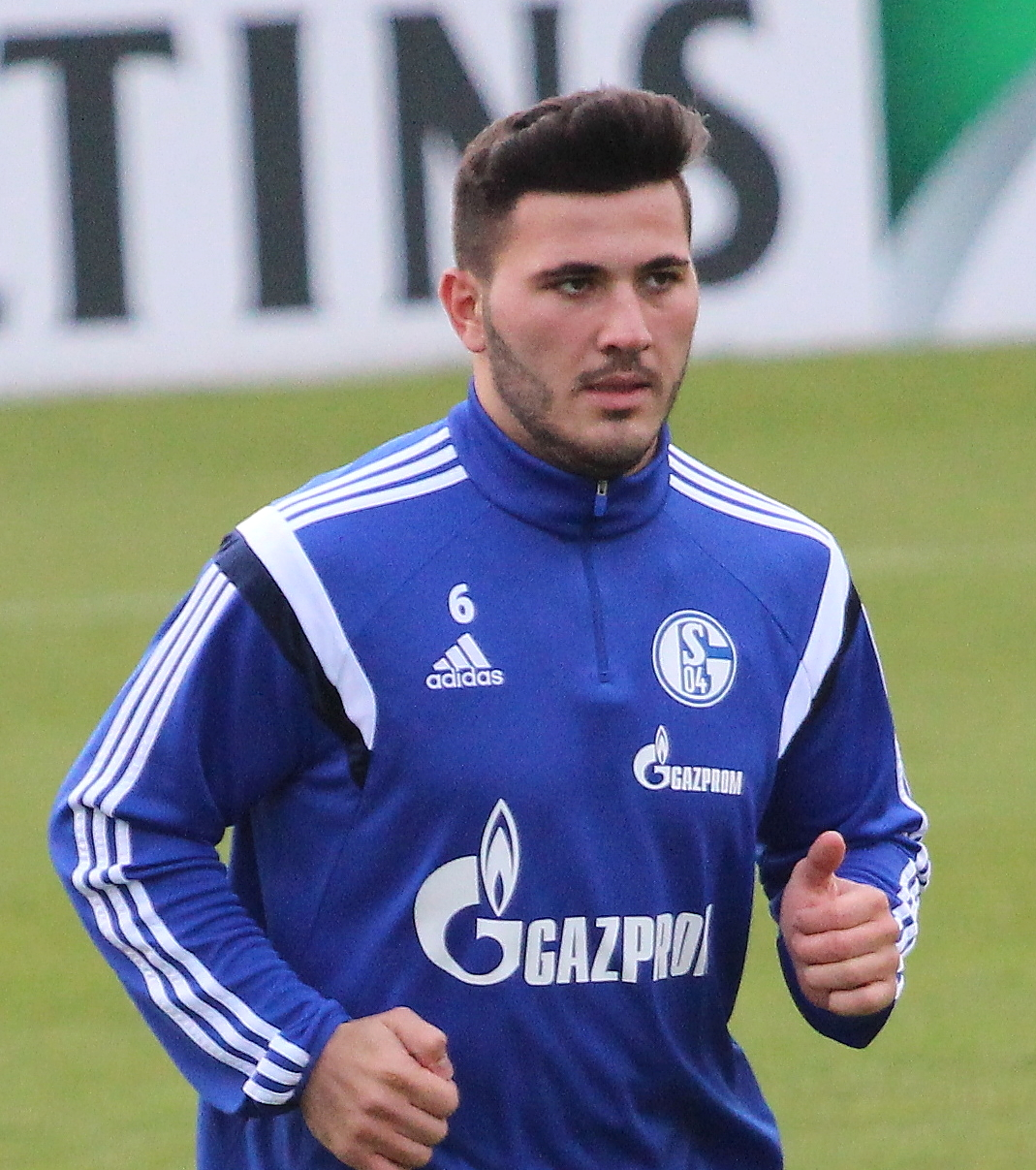
Kolašinac con el Schalke 04 en 2015

Después de pasar una temporada en el equipo juvenil, fue ascendido al segundo equipo, el Schalke 04 II, en una de las ligas inferiores alemanas, la Regionalliga West. Después de jugar 7 partidos y marcar 2 goles para el Schalke 04 II, fue ascendido al primer equipo. El 15 de septiembre de 2012, hizo su debut en la Bundesliga en una victoria por 2 a 0 ante el Greuther Fürth. En diciembre de 2012, jugó su primer partido en competiciones europeas, el cual fue un empate 1 a 1 contra el Montpellier francés, en la Liga de Campeones de la UEFA.

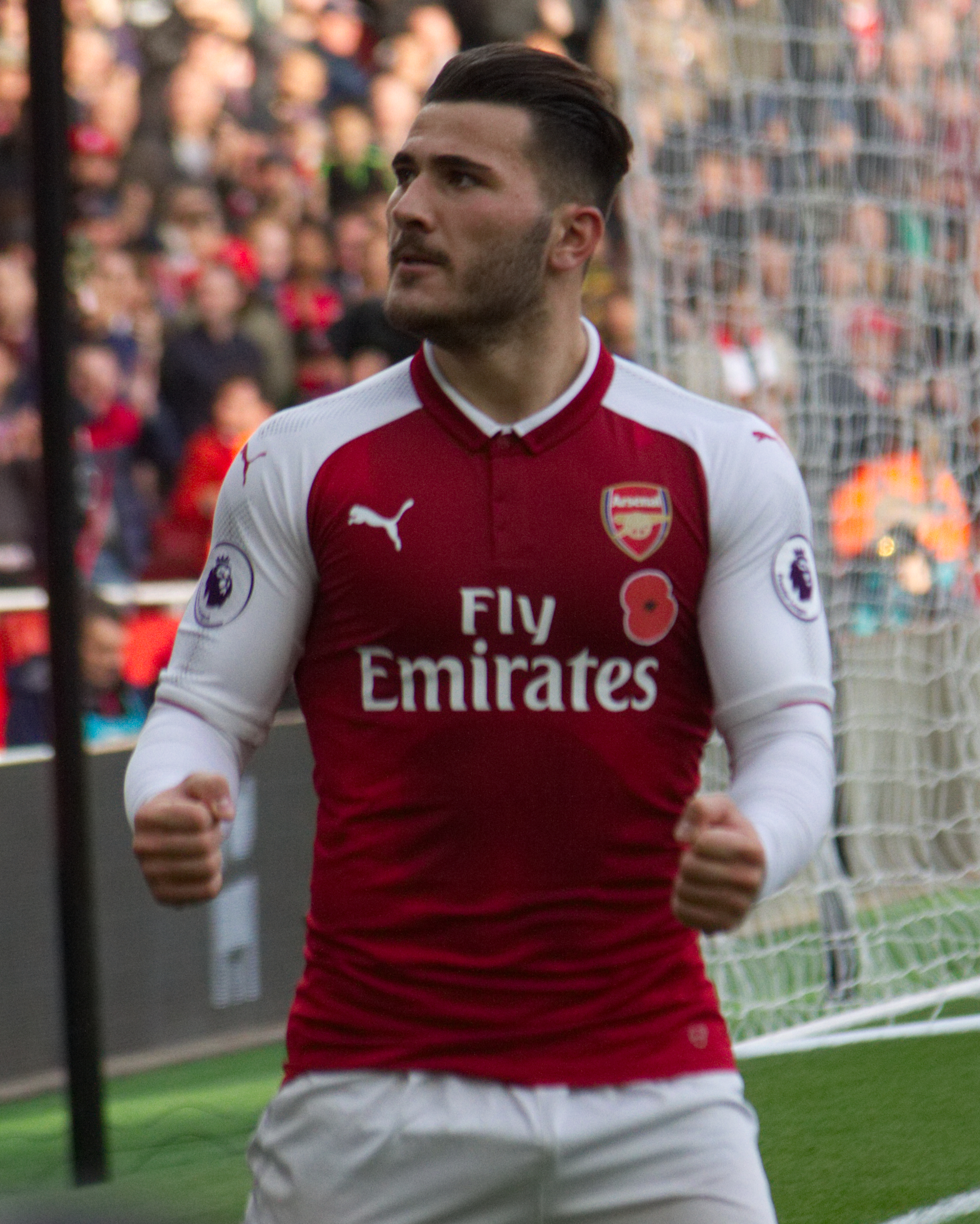
Kolašinac con el Arsenal F. C. en 2017

El 6 de junio de 2017 el Arsenal F. C. anunció su fichaje sin mediar traspaso por haber finalizado su contrato en Alemania. Tras tres años y medio en el conjunto inglés, el 31 de diciembre de 2020 se hizo oficial su regreso al F. C. Schalke 04 para lo que restaba de temporada en calidad de cedido.
Abandonó definitivamente la entidad londinense el 18 de enero de 2022, momento en el que firmó con el Olympique de Marsella hasta junio de 2023.

## Selección nacional

### Alemania
En mayo de 2011 hizo su debut internacional para la selección de fútbol sub-18 de Alemania, en un partido contra Austria. Después de este partido, fue ascendido a la selección sub-19. Para el sub-19, jugó 11 partidos y marcó un gol en el período 2011-2012, y luego fue ascendido al sub-20. En el sub-20, Kolašinac jugó dos partidos y marcó un gol.

### Bosnia y Herzegovina
Aceptó la propuesta de jugar para Bosnia y Herzegovina, e hizo su debut el 18 de noviembre de 2013, en el amistoso que Argentina ganó por 2 a 0.
Luego de ser incluido en la lista preliminar de 24 jugadores en mayo de 2014, Kolašinac fue confirmado el 2 de junio en la lista final de 23 que representaron a Bosnia y Herzegovina en la Copa Mundial de Fútbol de 2014.

### Participaciones en Copas del Mundo
| Mundial                        | Sede   | Resultado      |
| ------------------------------ | ------ | -------------- |
| Copa Mundial de Fútbol de 2014 | Brasil | Fase de grupos |

## Estadísticas

### Clubes
Actualizado al último partido disputado el 13 de abril de 2025.
| Club                           | Div.          | Temporada     | Liga  | Liga  | Copas nacionales | Copas nacionales | Copas internacionales | Copas internacionales | Total | Total |
| Club                           | Div.          | Temporada     | Part. | Goles | Part.            | Goles            | Part.                 | Goles                 | Part. | Goles |
| ------------------------------ | ------------- | ------------- | ----- | ----- | ---------------- | ---------------- | --------------------- | --------------------- | ----- | ----- |
| F. C. Schalke 04 II · Alemania | 4.ª           | 2011-12       | 2     | 0     | ―                | ―                | ―                     | ―                     | 2     | 0     |
| F. C. Schalke 04 II · Alemania | 4.ª           | 2012-13       | 5     | 2     | ―                | ―                | ―                     | ―                     | 5     | 2     |
| F. C. Schalke 04 II · Alemania | 4.ª           | 2013-14       | 0     | 0     | ―                | ―                | ―                     | ―                     | 0     | 0     |
| F. C. Schalke 04 II · Alemania | 4.ª           | 2014-15       | 1     | 0     | ―                | ―                | ―                     | ―                     | 1     | 0     |
| F. C. Schalke 04 II · Alemania | Total club    | Total club    | 8     | 2     | 0                | 0                | 0                     | 0                     | 8     | 2     |
| F. C. Schalke 04 · Alemania    | 1.ª           | 2012-13       | 16    | 0     | 1                | 0                | 3                     | 0                     | 20    | 0     |
| F. C. Schalke 04 · Alemania    | 1.ª           | 2013-14       | 24    | 0     | 0                | 0                | 6                     | 0                     | 30    | 0     |
| F. C. Schalke 04 · Alemania    | 1.ª           | 2014-15       | 6     | 0     | 1                | 0                | 0                     | 0                     | 7     | 0     |
| F. C. Schalke 04 · Alemania    | 1.ª           | 2015-16       | 23    | 1     | 1                | 0                | 6                     | 0                     | 30    | 1     |
| F. C. Schalke 04 · Alemania    | 1.ª           | 2016-17       | 25    | 3     | 3                | 0                | 9                     | 0                     | 37    | 3     |
| Arsenal F. C. Inglaterra       | 1.ª           | 2017-18       | 27    | 2     | 3                | 0                | 5                     | 2                     | 35    | 4     |
| Arsenal F. C. Inglaterra       | 1.ª           | 2018-19       | 24    | 0     | 2                | 0                | 10                    | 0                     | 36    | 0     |
| Arsenal F. C. Inglaterra       | 1.ª           | 2019-20       | 26    | 0     | 6                | 0                | 1                     | 0                     | 33    | 0     |
| Arsenal F. C. Inglaterra       | 1.ª           | 2020-21       | 1     | 0     | 3                | 0                | 4                     | 0                     | 8     | 0     |
| F. C. Schalke 04 · Alemania    | 1.ª           | 2020-21       | 17    | 1     | 1                | 0                | ―                     | ―                     | 18    | 1     |
| F. C. Schalke 04 · Alemania    | Total club    | Total club    | 111   | 5     | 7                | 0                | 24                    | 0                     | 142   | 5     |
| Arsenal F. C. Inglaterra       | 1.ª           | 2021-22       | 2     | 0     | 3                | 0                | 0                     | 0                     | 5     | 0     |
| Arsenal F. C. Inglaterra       | Total club    | Total club    | 80    | 2     | 17               | 0                | 20                    | 2                     | 117   | 4     |
| Olympique de Marsella Francia  | 1.ª           | 2021-22       | 14    | 0     | 0                | 0                | 3                     | 0                     | 17    | 0     |
| Olympique de Marsella Francia  | 1.ª           | 2022-23       | 33    | 4     | 4                | 0                | 4                     | 0                     | 41    | 4     |
| Olympique de Marsella Francia  | Total club    | Total club    | 47    | 4     | 4                | 0                | 7                     | 0                     | 58    | 4     |
| Atalanta B. C. · Italia        | 1.ª           | 2023-24       | 30    | 1     | 4                | 0                | 9                     | 0                     | 43    | 1     |
| Atalanta B. C. · Italia        | 1.ª           | 2024-25       | 23    | 0     | 1                | 0                | 10                    | 1                     | 34    | 1     |
| Atalanta B. C. · Italia        | Total club    | Total club    | 53    | 1     | 5                | 0                | 19                    | 1                     | 77    | 2     |
| Total carrera                  | Total carrera | Total carrera | 299   | 14    | 33               | 0                | 70                    | 3                     | 402   | 17    |

## Palmarés

### Títulos nacionales
| Título           | Club          | País       | Año  |
| ---------------- | ------------- | ---------- | ---- |
| Community Shield | Arsenal F. C. | Inglaterra | 2017 |
| FA Cup           | Arsenal F. C. | Inglaterra | 2020 |
| Community Shield | Arsenal F. C. | Inglaterra | 2020 |

### Títulos internacionales
| Título                 | Equipo         | Sede   | Año  |
| ---------------------- | -------------- | ------ | ---- |
| Liga Europa de la UEFA | Atalanta B. C. | Dublín | 2024 |